# (34063) Mariamakarova
2000 OA49 (asteroide 34063) é um asteroide da cintura principal. Possui uma excentricidade de 0.19842590 e uma inclinação de 5.15650º.
Este asteroide foi descoberto no dia 31 de julho de 2000 por LINEAR em Socorro.